# Moldavie au Concours Eurovision de la chanson
La Moldavie participe au Concours Eurovision de la chanson, depuis sa cinquantième édition, en 2005, et ne l’a encore jamais remporté.

## Participation
Le pays participe donc depuis 2005, en 2025 le pays décide de se retirer après avoir pourtant annoncé sa participation,. 
La Moldavie n'a manqué jusqu’à présent que six finales du concours : en 2008, 2014, 2015, 2016, 2019 et 2024.

## Résultats
La Moldavie n'a encore jamais remporté le concours. 
Le meilleur classement du pays en finale demeure jusqu'à présent la troisième place de SunStroke Project en 2017. En demi-finale, la Moldavie a terminé à deux reprises à la seconde place, en 2005 et en 2017. A contrario, le pays a terminé une fois à la dernière place, lors de la demi-finale de 2014. Il n'a jamais obtenu de nul point.

## Pays hôte
La Moldavie n'a encore jamais organisé le concours.

## Représentants
| Édition          | Année | Artiste(s)                                   | Chanson           | Langue(s)         | Traduction française      | Finale                                                 | Finale                                                 | Demi-finale                                            | Demi-finale                                            |
| Édition          | Année | Artiste(s)                                   | Chanson           | Langue(s)         | Traduction française      | Place                                                  | Points                                                 | Place                                                  | Points                                                 |
| ---------------- | ----- | -------------------------------------------- | ----------------- | ----------------- | ------------------------- | ------------------------------------------------------ | ------------------------------------------------------ | ------------------------------------------------------ | ------------------------------------------------------ |
| 50e              | 2005  | Zdob și Zdub                                 | Boonika bate toba | Anglais, roumain  | Grand-mère bat du tambour | 06                                                     | 148                                                    | 02                                                     | 207                                                    |
| 51e              | 2006  | Arsenium feat. Natalia Gordienko & Connect-R | Loca              | Anglais, espagnol | Folle                     | 20                                                     | 22                                                     |                                                        |                                                        |
| 52e              | 2007  | Natalia Barbu                                | Fight             | Anglais           | Lutte                     | 10                                                     | 109                                                    | 10                                                     | 91                                                     |
| 53e              | 2008  | Geta Burlacu                                 | A Century of Love | Anglais           | Un siècle d'amour         |                                                        |                                                        | 12                                                     | 36                                                     |
| 54e              | 2009  | Nelly Ciobanu                                | Hora din Moldova  | Roumain, anglais  | Danse de Moldavie         | 14                                                     | 68                                                     | 05                                                     | 106                                                    |
| 55e              | 2010  | SunStroke Project & Olia Tira                | Run Away          | Anglais           | Va-t'en                   | 22                                                     | 27                                                     | 10                                                     | 52                                                     |
| 56e              | 2011  | Zdob și Zdub                                 | So Lucky          | Anglais           | Si chanceux               | 12                                                     | 97                                                     | 10                                                     | 54                                                     |
| 57e              | 2012  | Pasha Parfeny                                | Lăutar            | Anglais           | Lăutari                   | 11                                                     | 81                                                     | 05                                                     | 100                                                    |
| 58e              | 2013  | Aliona Moon                                  | O mie             | Roumain           | Un millier                | 11                                                     | 71                                                     | 04                                                     | 95                                                     |
| 59e              | 2014  | Cristina Scarlat                             | Wild Soul         | Anglais           | Âme sauvage               |                                                        |                                                        | 16                                                     | 13                                                     |
| 60e              | 2015  | Eduard Romanyuta                             | I Want Your Love  | Anglais           | Je veux ton amour         |                                                        |                                                        | 11                                                     | 41                                                     |
| 61e              | 2016  | Lidia Isac                                   | Falling Stars     | Anglais           | Étoiles filantes          |                                                        |                                                        | 17                                                     | 33                                                     |
| 62e              | 2017  | SunStroke Project                            | Hey Mamma         | Anglais           | Hé, maman                 | 03                                                     | 374                                                    | 02                                                     | 291                                                    |
| 63e              | 2018  | DoReDoS                                      | My Lucky Day      | Anglais           | Mon jour de chance        | 10                                                     | 209                                                    | 03                                                     | 235                                                    |
| 64e              | 2019  | Anna Odobescu                                | Stay              | Anglais           | Reste                     |                                                        |                                                        | 12                                                     | 85                                                     |
| 65e              | 2020  | Natalia Gordienko                            | Prison            | Anglais           | -                         | Concours annulé à la suite de la pandémie de COVID-19. | Concours annulé à la suite de la pandémie de COVID-19. | Concours annulé à la suite de la pandémie de COVID-19. | Concours annulé à la suite de la pandémie de COVID-19. |
| 65e              | 2021  | Natalia Gordienko                            | Sugar             | Anglais           | Sucre                     | 13                                                     | 115                                                    | 07                                                     | 179                                                    |
| 66e              | 2022  | Zdob și Zdub et Frații Advahov               | Trenulețul        | Roumain, anglais  | Petit train               | 07                                                     | 253                                                    | 08                                                     | 154                                                    |
| 67e              | 2023  | Pasha Parfeny                                | Soarele și luna   | Roumain           | Le soleil et la lune      | 18                                                     | 96                                                     | 05                                                     | 109                                                    |
| 68e              | 2024  | Natalia Barbu                                | In the Middle     | Anglais           | Au milieu                 |                                                        |                                                        | 13                                                     | 20                                                     |
| Retrait en 2025. |       |                                              |                   |                   |                           |                                                        |                                                        |                                                        |                                                        |

- Première place
- Deuxième place
- Troisième place
- Dernière place

 Qualification automatique en finale
 Élimination en demi-finale

## Galerie

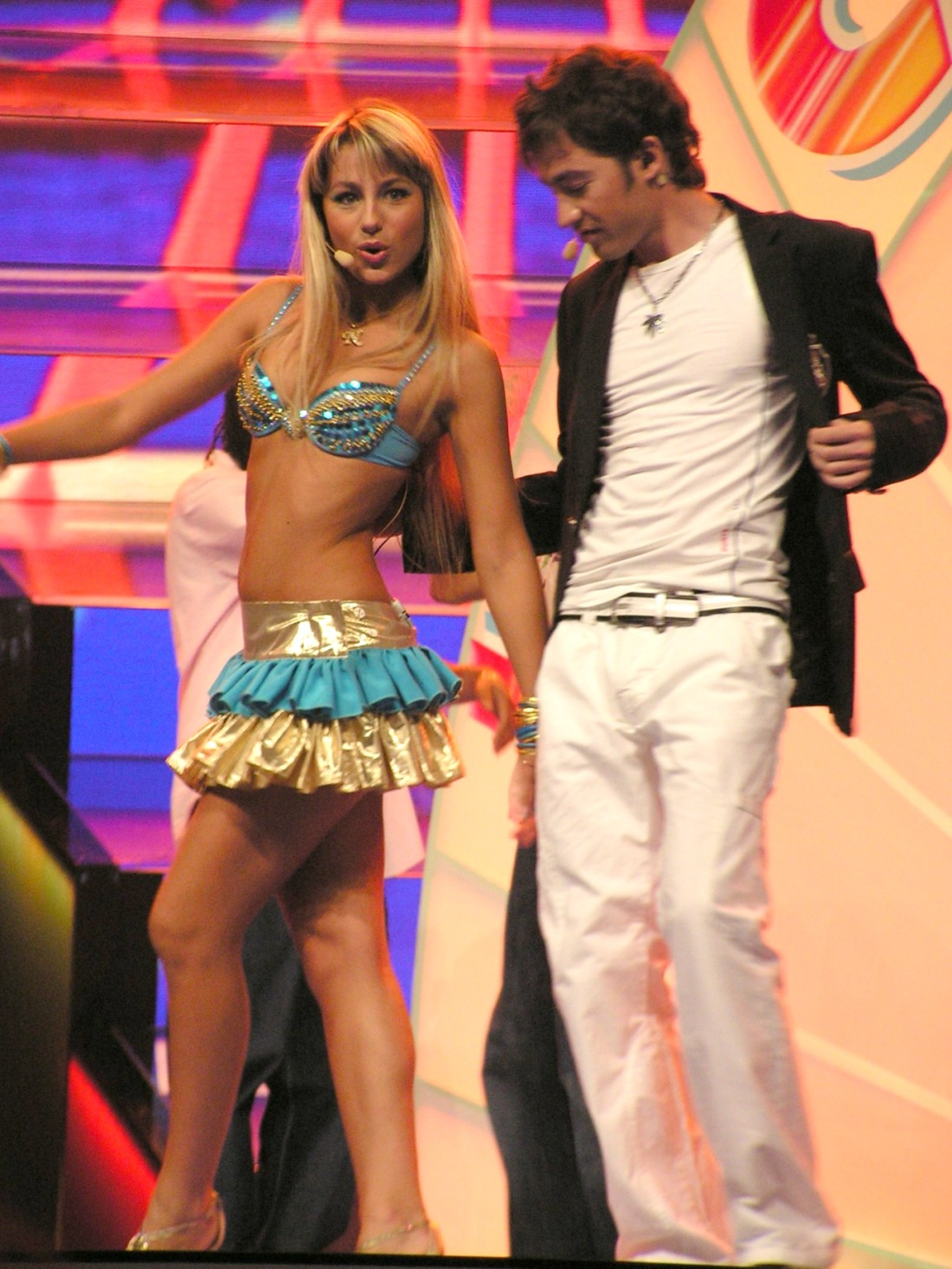
Natalia Gordienko et Arsenium à Athènes (2006)
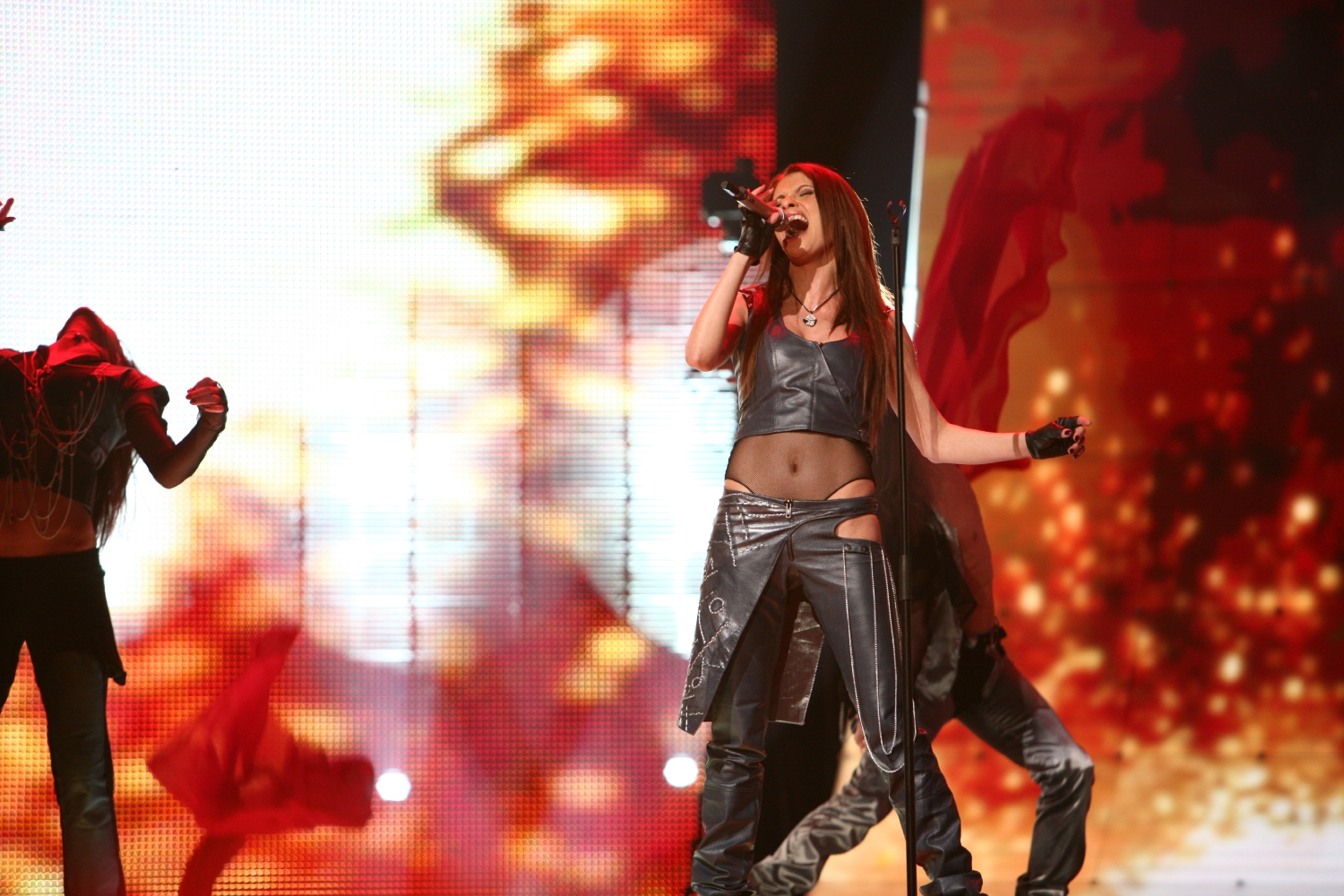
Natalia Barbu à Helsinki (2007)
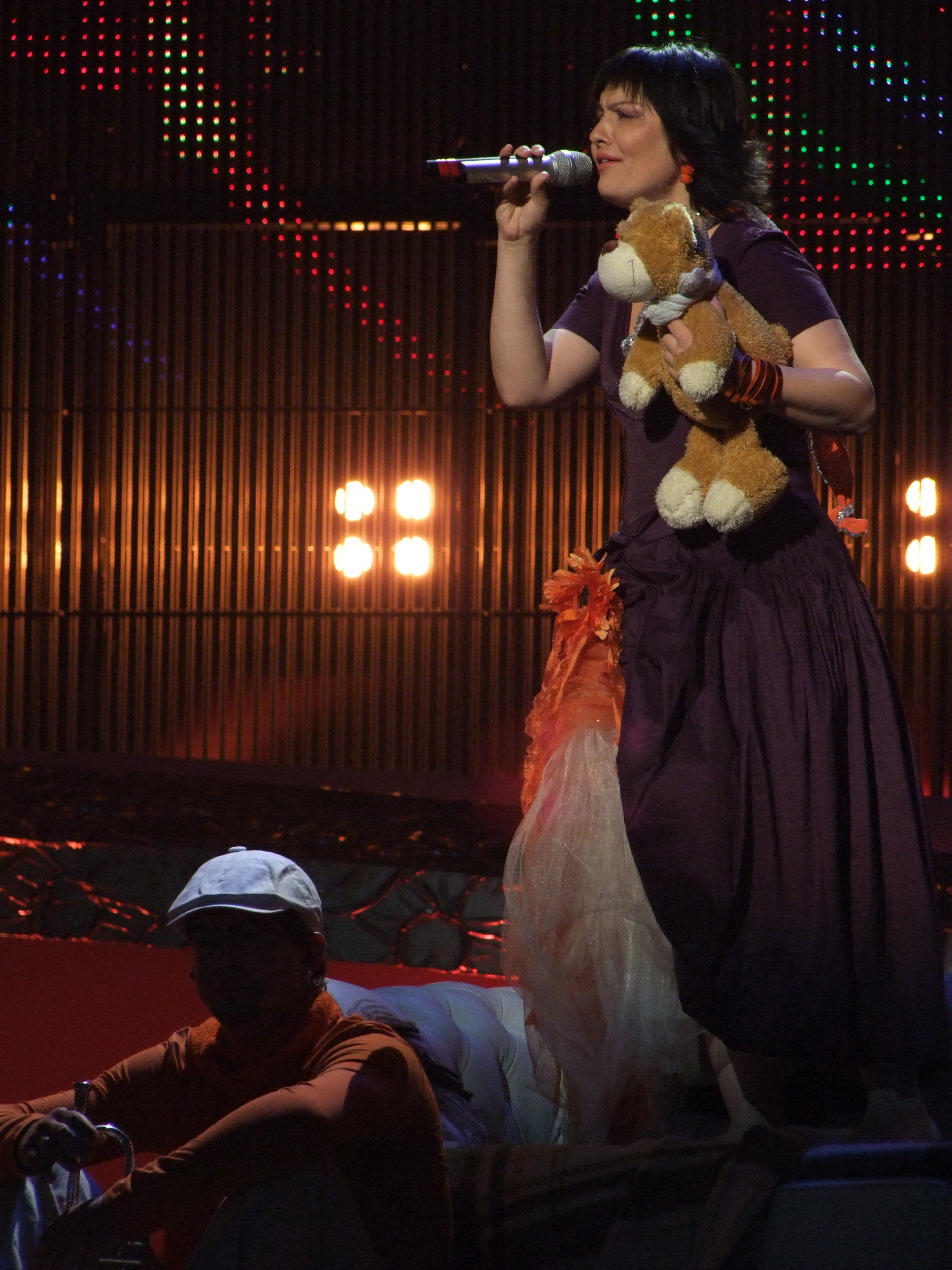
Geta Burlacu à Belgrade (2008)
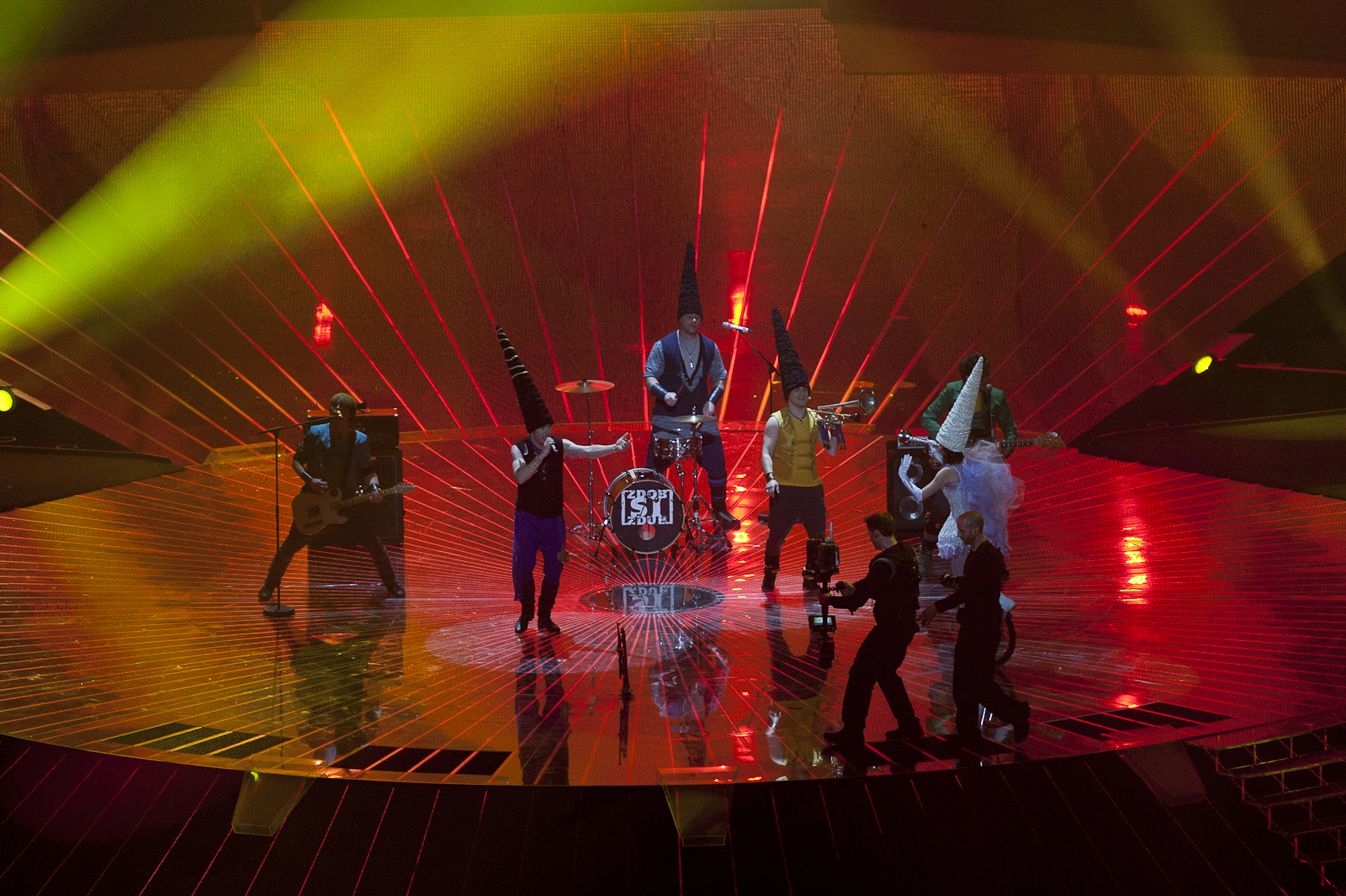
Zdob şi Zdub à Düsseldorf (2011)
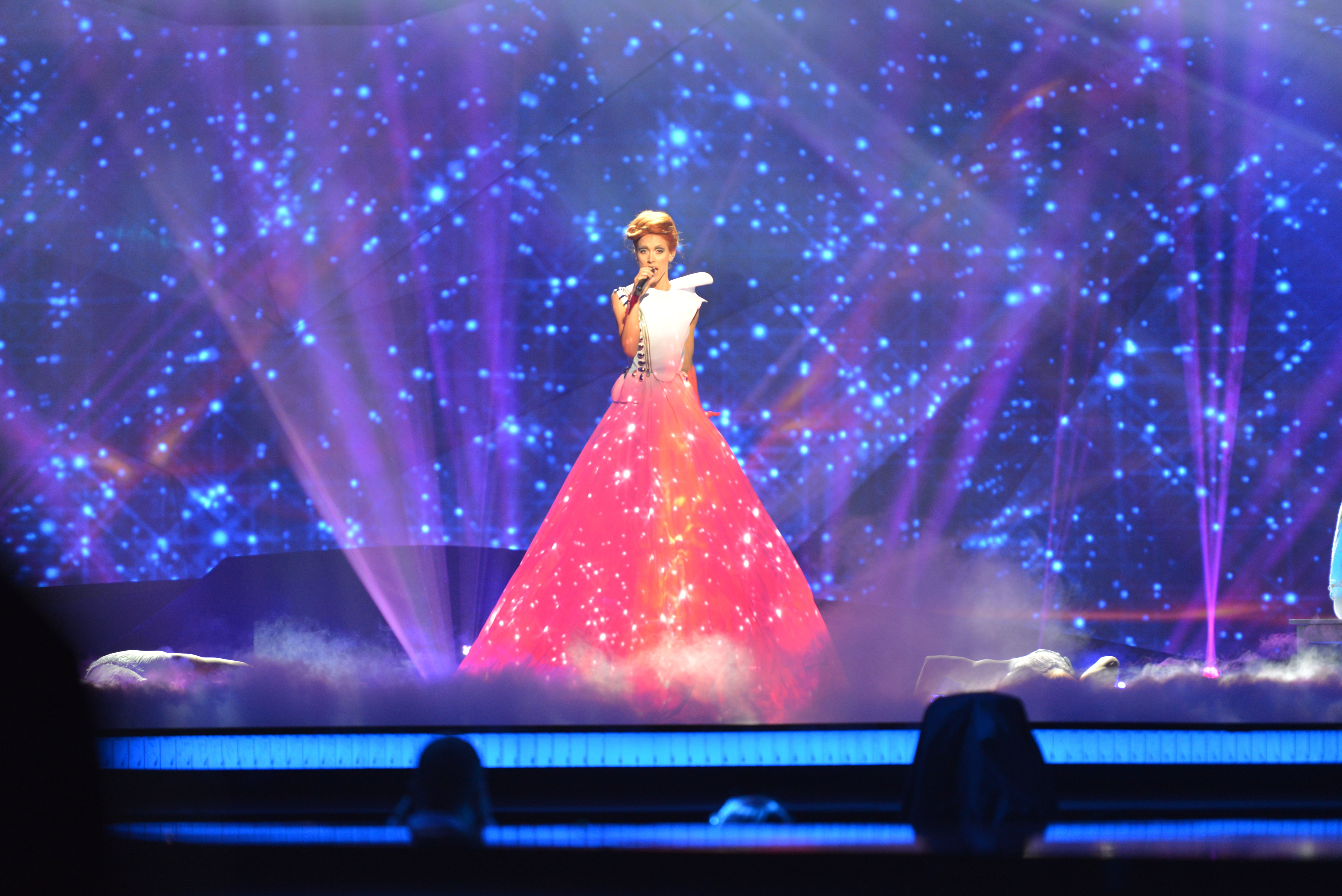
Aliona Moon à Malmö (2013)
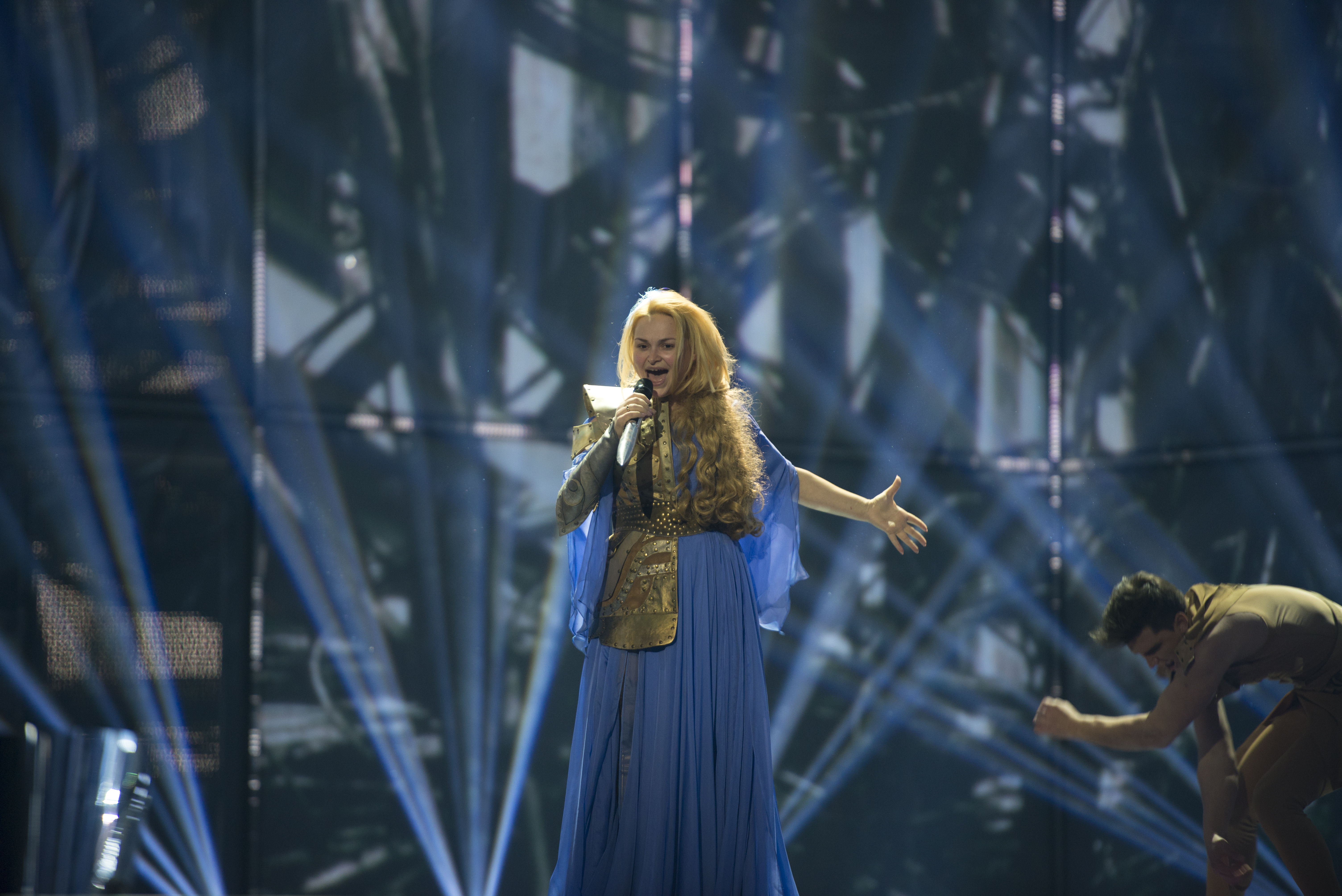
Cristina Scarlat à Copenhague (2014)
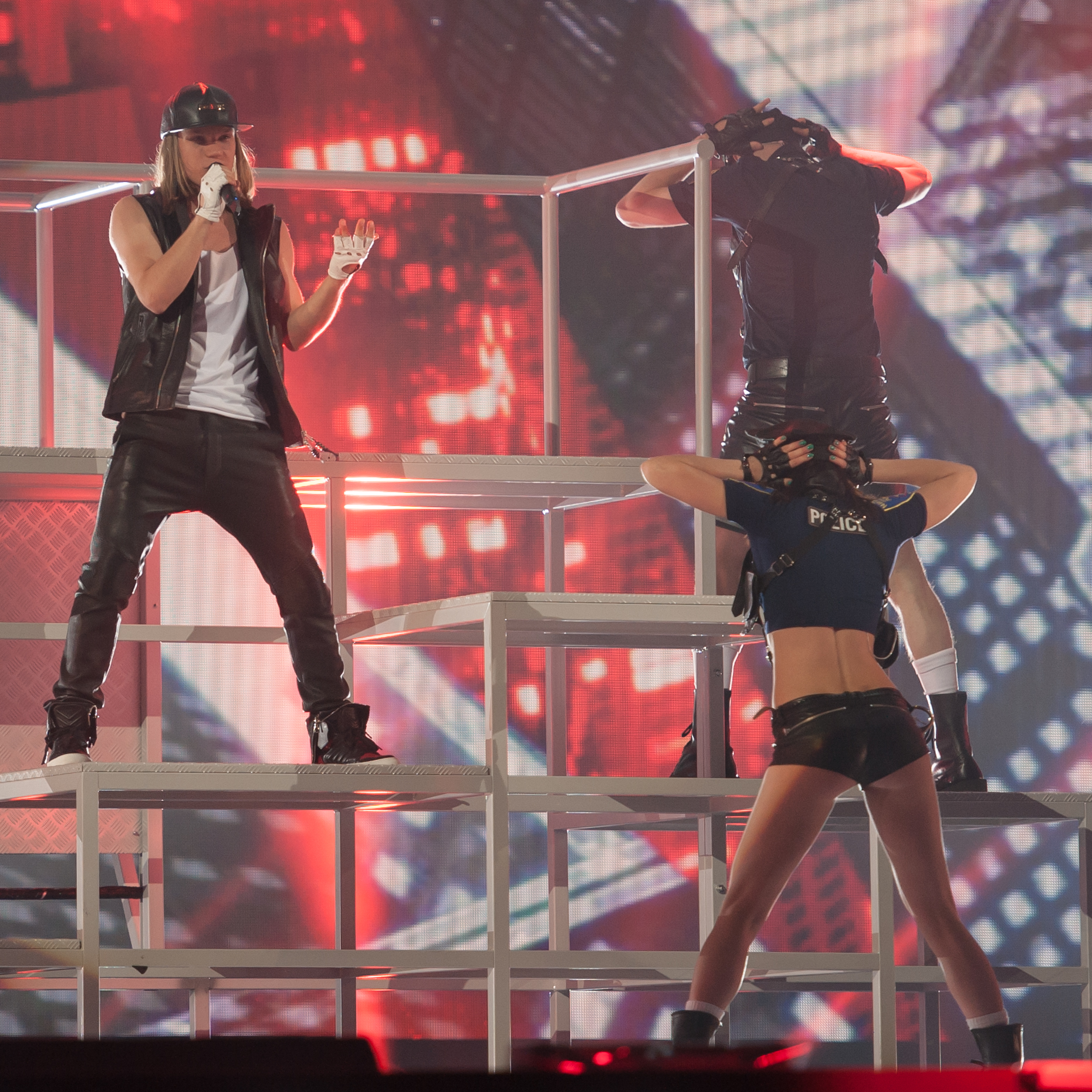
Eduard Romanyuta à Vienne (2015)
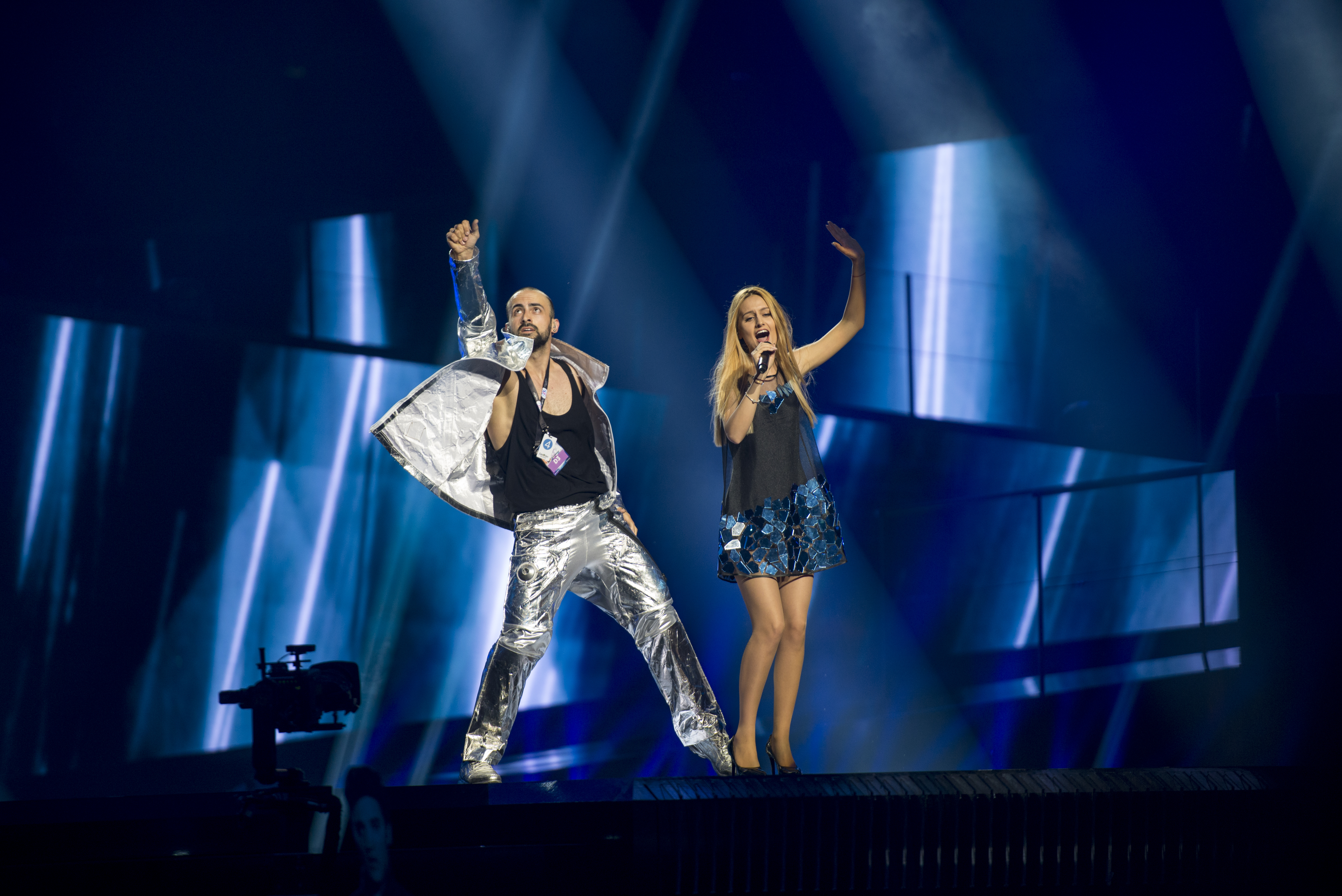
Lidia Isac à Stockholm (2016)
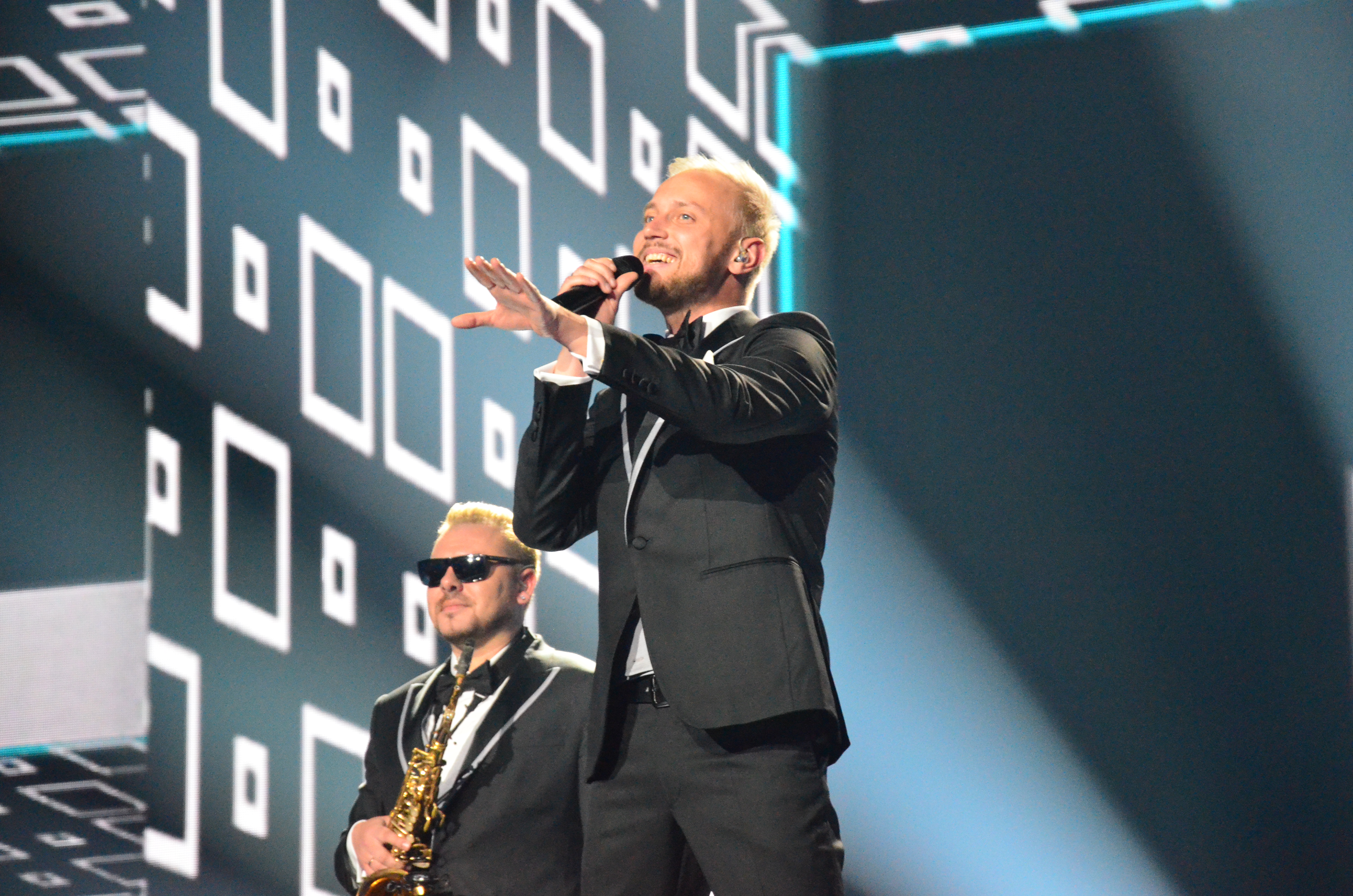
SunStroke Project à Kiev (2017)
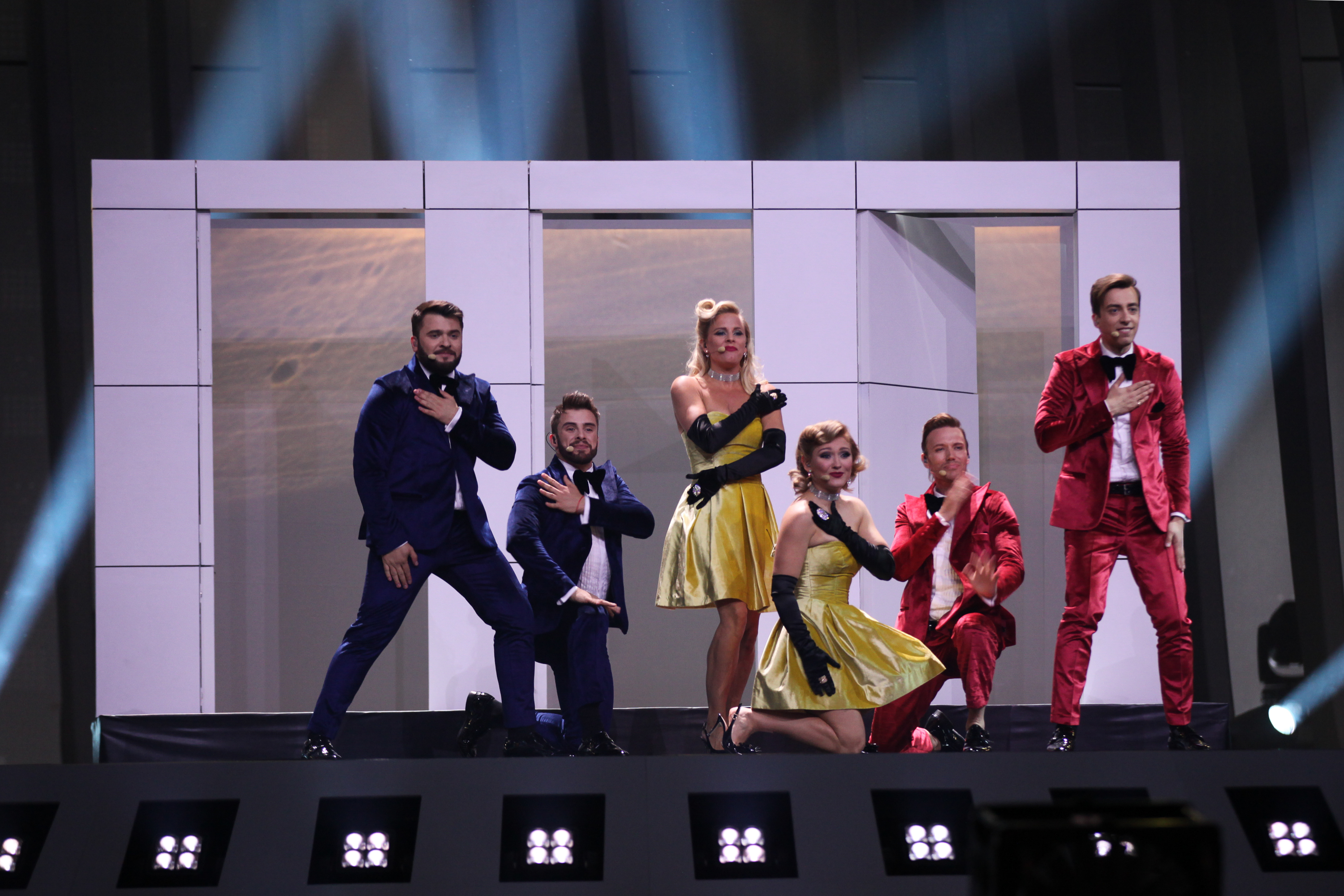
DoReDoS à Lisbonne (2018)
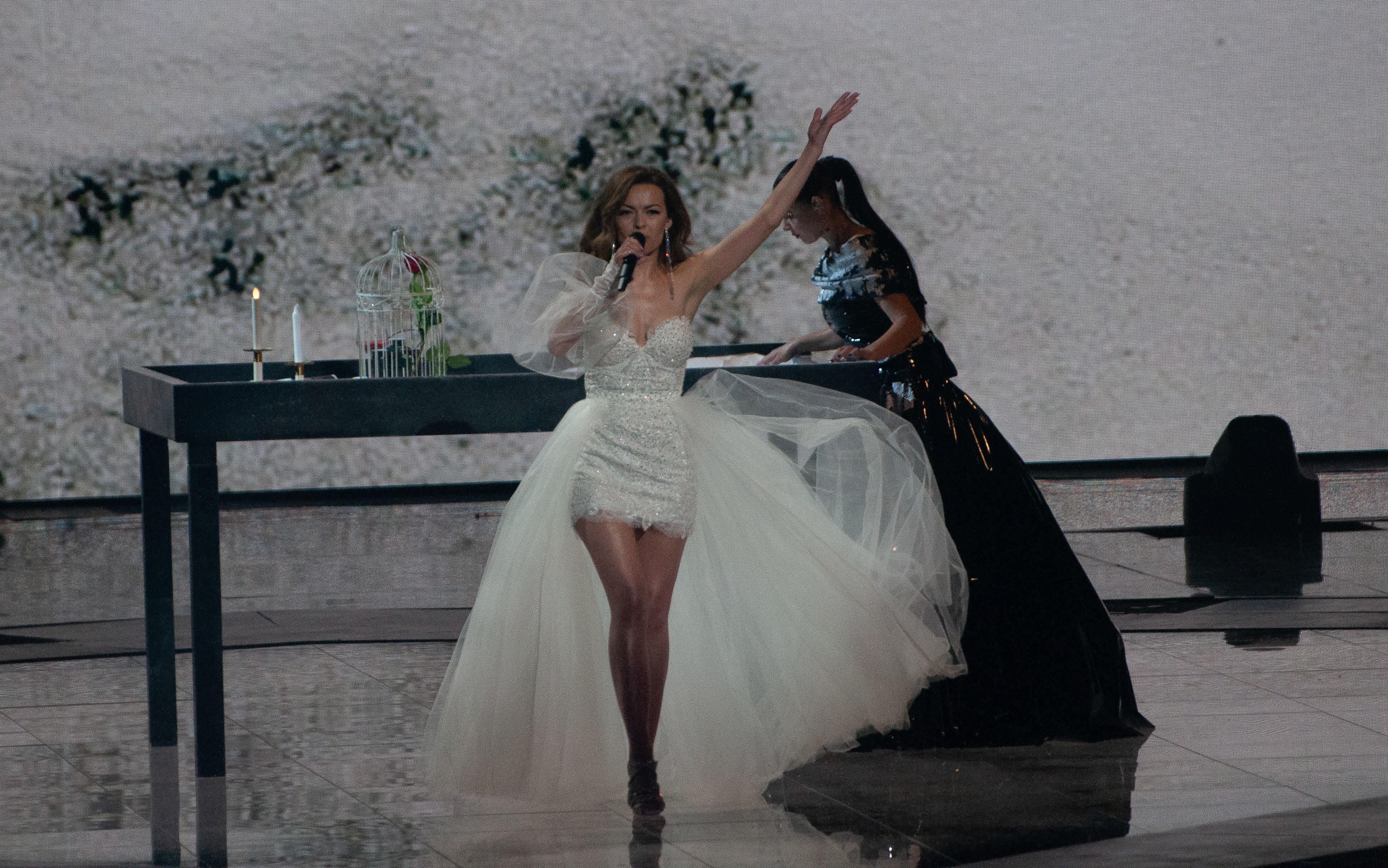
Anna Odobescu à Tel Aviv (2019)
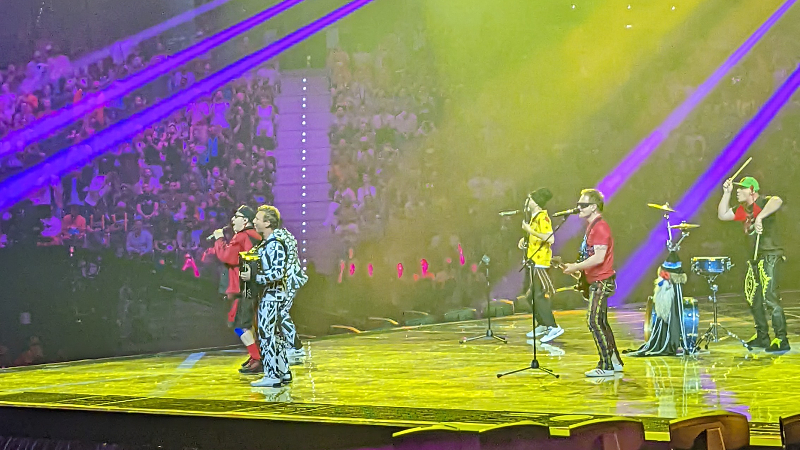
Zdob și Zdub et Frații Advahov à Turin (2022)
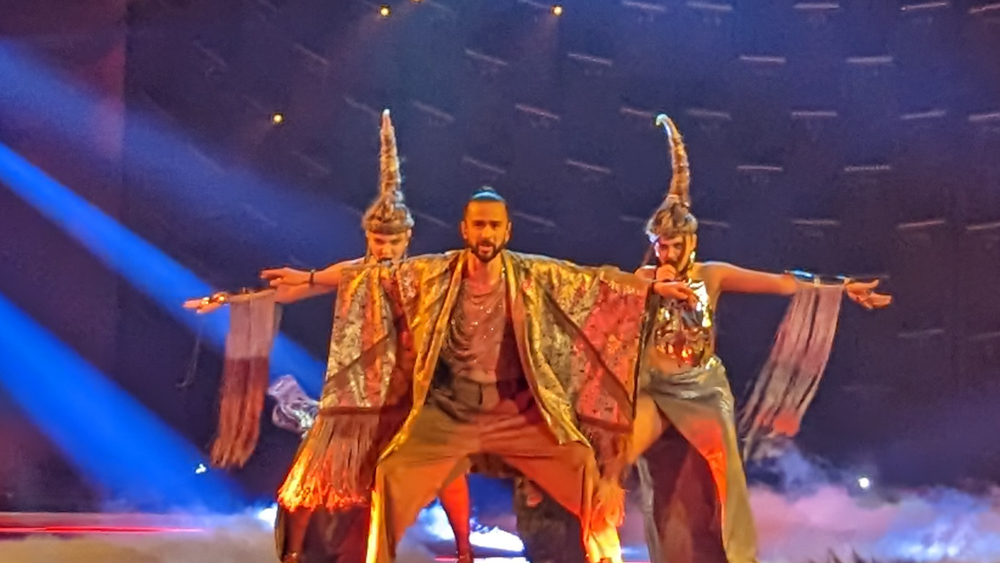
Pasha Parfeny à Liverpool (2023)

## Commentateurs et porte-paroles
| Année | Commentateur(s)             | Porte-parole   |
| ----- | --------------------------- | -------------- |
| 2005  | ?                           | Elena Camerzan |
| 2006  | ?                           | Svetlana Cocoş |
| 2007  | ?                           | Andrei Porubin |
| 2008  | Lucia Danu & Vitalie Rotaru | Vitalie Rotaru |
| 2009  | ?                           | Andrei Porubin |
| 2010  | Marcel Spătari              | Tanya Cerga    |
| 2011  | Marcel Spătari              | Geta Burlacu   |
| 2012  | Marcel Spătari              | Olivia Furtuna |
| 2013  | Lidia Scarlat               | Olivia Furtuna |
| 2014  | Daniela Babici              | Olivia Furtuna |
| 2015  | Daniela Babici              | Olivia Furtuna |
| 2016  | Gloria Gorceag              | Olivia Furtuna |
| 2017  | Gloria Gorceag              | Gloria Gorceag |

## Historique de vote
Depuis 2005, la Moldavie a attribué en finale le plus de points à :
| Rang | Pays        | Points |
| ---- | ----------- | ------ |
| 1    | Ukraine     | 193    |
| 2    | Roumanie    | 159    |
| 3    | Russie      | 148    |
| 4    | Azerbaïdjan | 103    |
| 5    | Suède       | 100    |
| 6    | Italie      | 66     |
| 7    | Israël      | 65     |
| 8    | Australie   | 51     |
| 9    | Norvège     | 50     |
| 10   | Estonie     | 47     |
| 10   | Grèce       | 47     |

Depuis 2005, la Moldavie a reçu en finale le plus de points de la part de :
| Rang | Pays        | Points |
| ---- | ----------- | ------ |
| 1    | Roumanie    | 182    |
| 2    | Portugal    | 100    |
| 3    | Ukraine     | 83     |
| 4    | Russie      | 79     |
| 5    | Italie      | 75     |
| 6    | Grèce       | 63     |
| 7    | Azerbaïdjan | 61     |
| 8    | Biélorussie | 51     |
| 9    | Bulgarie    | 50     |
| 10   | France      | 48     |

### 12 Points
Légende
 Vainqueur - La Moldavie a donné 12 points à la chanson victorieuse / La Moldavie a reçu 12 points et a gagné le concours
 2e place - La Moldavie a donné 12 points à la chanson arrivée à la seconde place / La Moldavie a reçu 12 points et est arrivée deuxième
 3e place - La Moldavie a donné 12 points à la chanson arrivée à la troisième place / La Moldavie a reçu 12 points et est arrivée troisième
 Qualifiée - La Moldavie a donné 12 points à une chanson parvenue à se qualifier pour la finale / La Moldavie a reçu 12 points et s'est qualifiée pour la finale
 Non-qualifiée - La Moldavie a donné 12 points à une chanson éliminée durant les demi-finales / La Moldavie a reçu 12 points mais n'est pas parvenue à se qualifier pour la finale
| Année         | Attribués | Attribués   | Reçus                                     | Reçus                                                                        |
| Année         | Finale    | Demi-Finale | Finale                                    | Demi-Finale                                                                  |
| 2005          | Lettonie  | Roumanie    | Roumanie Ukraine                          | Roumanie Russie Turquie Ukraine                                              |
| 2006          | Roumanie  | Russie      | Roumanie                                  | Qualifiée d'Office                                                           |
| 2007          | Roumanie  | Biélorussie | Roumanie                                  | Biélorussie Portugal Roumanie                                                |
| 2008          | Roumanie  | Roumanie    | Non qualifiée                             | Aucun                                                                        |
| 2009          | Roumanie  | Azerbaïdjan | Portugal Roumanie                         | Aucun                                                                        |
| 2010          | Roumanie  | Russie      | Aucun                                     | Aucun                                                                        |
| 2011          | Roumanie  | Roumanie    | Roumanie                                  | Roumanie                                                                     |
| 2012          | Roumanie  | Roumanie    | Roumanie                                  | Russie                                                                       |
| 2013          | Ukraine   | Ukraine     | Roumanie                                  | Russie                                                                       |
| 2014          | Roumanie  | Russie      | Non qualifiée                             | Aucun                                                                        |
| 2015          | Roumanie  | Roumanie    | Non qualifiée                             | Aucun                                                                        |
| 2016 Jury     | Ukraine   | Russie      | Non qualifiée                             | Aucun                                                                        |
| 2016 Télévote | Russie    | Azerbaïdjan | Non qualifiée                             | Aucun                                                                        |
| 2017 Jury     | Roumanie  | Portugal    | Aucun                                     | Albanie Royaume-Uni                                                          |
| 2017 Télévote | Roumanie  | Azerbaïdjan | Autriche Italie Portugal Roumanie Ukraine | Australie Italie Portugal                                                    |
| 2018 Jury     | Estonie   | Roumanie    | Russie                                    | Roumanie Russie                                                              |
| 2018 Télévote | Israël    | Roumanie    | Roumanie Russie                           | France Géorgie Roumanie Russie Ukraine                                       |
| 2019 Jury     | Macédoine | Roumanie    | Non qualifiée                             | Roumanie                                                                     |
| 2019 Télévote | Russie    | Roumanie    | Non qualifiée                             | Roumanie                                                                     |
| 2021 Jury     | Bulgarie  | Bulgarie    | Bulgarie Russie                           | Bulgarie Grèce                                                               |
| 2021 Télévote | Russie    | Grèce       | République tchèque Roumanie               | Estonie France Grèce Lettonie Portugal République tchèque Saint-Marin Serbie |
| 2022 Jury     | Ukraine   | Ukraine     | Aucun                                     | Aucun                                                                        |
| 2022 Télévote | Ukraine   | Ukraine     | Roumanie Russie                           | Aucun                                                                        |
| 2023 Jury     | Suède     | Pas de jury | Aucun                                     | Pas de jury                                                                  |
| 2023 Télévote | Ukraine   | Israël      | Italie Roumanie                           | Italie Portugal                                                              |
| 2024 Jury     | Ukraine   | Pas de jury | Non qualifiée                             | Pas de jury                                                                  |
| 2024 Télévote | Ukraine   | Chypre      | Non qualifiée                             | Aucun                                                                        |